# Dorothea Fiedler (Chemikerin)

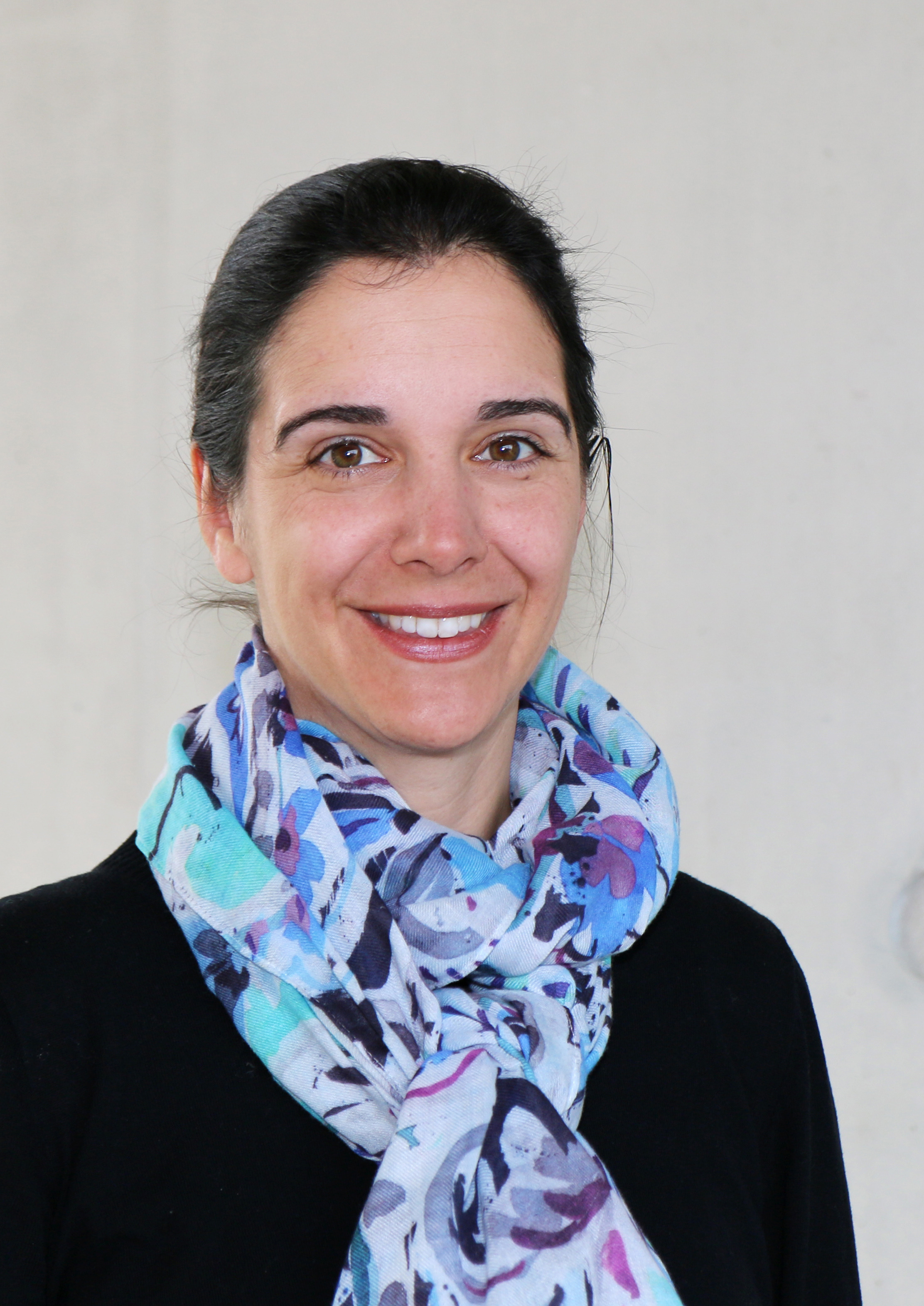
Dorothea Fiedler (2018)

Dorothea Fiedler (geboren 1978 in Hamburg) ist eine deutsche Chemikerin. Sie ist Professorin für Chemische Biologie an der Humboldt-Universität zu Berlin und Direktorin am Leibniz-Forschungsinstitut für Molekulare Pharmakologie in Berlin-Buch.

## Leben und Werk
Fiedler wuchs in Hamburg auf und studierte Anorganische Chemie in Würzburg, wo sie 2001 als Diplom-Chemikerin abschloss. Zur Promotion ging sie an die University of California, Berkeley und beschäftigte sich mit Metallorganischer Chemie. Ihr Spezialgebiet war die Wirt-Gast-Chemie angewandt auf Katalyse, der Titel der Dissertation lautet: Catalysis Mediated by a Supramolecular Coordination Assembly. Ihre Doktorarbeit wurde betreut von Robert G. Bergman und Ken Raymond. Als Postdoc arbeitete sie an der University of California, San Francisco bei Kevan M. Shokat in einer Arbeitsgruppe für Signaltransduktion. 2010 wurde sie Assistenz-Professorin an der Princeton University, wo sie sich mit Inositolphosphaten befasste und insbesondere die Rolle von Dimethylallylpyrophosphaten in der Zellkommunikation untersuchte, was für die Biologische Krebsforschung von Bedeutung ist.
2015 wurde sie als Direktorin am Leibniz-Forschungsinstitut für Molekulare Pharmakologie in Berlin berufen, womit eine Professur an der Humboldt-Universität verbunden ist. Hier leitet sie eine Arbeitsgruppe, die sich mit Posttranslationalen Modifikationen befasst.

## Auszeichnungen und Stipendien
- NIH Director’s New Innovator Award, 2013
- Rita Allen Scholar Award, 2013
- Kimmel Scholar Award, 2013
- Thieme Chemistry Journals Award, 2012
- NIH Pathway to Independence Award, 2009–2013
- Fastrack Program, Robert Bosch Stiftung, 2007–2009
- Schering Stiftung Postdoctoral Fellowship, 2007–2009
- Young Investigator Award (ACS Inorganic Division), 2005
- Bayer AG Fellowship, 2000–2001
- Studienstiftung des Deutschen Volkes, 1998–2001